# Triathle ai Giochi del Mediterraneo sulla spiaggia
Il triathle è inserito nel programma dei Giochi del Mediterraneo sulla spiaggia dalla terza edizione, che si è svolta nel 2023, comprendendo sia gare maschili che gare femminili. 

## Edizioni
| Giochi | Anno | Sede      | Gare |
| ------ | ---- | --------- | ---- |
| III    | 2023 | Heraklion | 3    |

## Medagliere complessivo
Aggiornato alla terza edizione
| Pos.   | Paese      | Oro | Argento | Bronzo | Totale |
| ------ | ---------- | --- | ------- | ------ | ------ |
| 1      | Francia    | 2   | 0       | 1      | 3      |
| 2      | Italia     | 1   | 2       | 0      | 3      |
| 3      | Portogallo | 0   | 1       | 0      | 1      |
| 4      | Grecia     | 0   | 0       | 1      | 1      |
| 4      | Egitto     | 0   | 0       | 1      | 1      |
| Totale | Totale     | 3   | 3       | 3      | 9      |